# Berlin-Brandenburger Zeitung
Die Berlin-Brandenburger Zeitung – Zeitung der nationalen Erneuerung (BBZ) war eine Zeitung der rechtsextremen Szene in der Bundesrepublik Deutschland. Im Bundesverfassungsschutzbericht 1996 wurde sie als „auflagenstärkste neonazistische Zeitung“ genannt. Ausgaben erschienen von Anfang 1993 bis 1997, dem Zeitpunkt der Auflösung der Freien Wählergemeinschaft Die Nationalen. Die Webseite existierte noch bis 1999.

## Geschichte
Als die rechtsextreme Freie Wählergemeinschaft Die Nationalen 1992 zu den Berliner Abgeordnetenhauswahlen antrat, gab Andreas Storr ein Wahlkampfblatt mit dem Titel Nationale Nachrichten heraus. Aus diesem entwickelte sie wenig später die Zeitung Berlin-Brandenburger Zeitung (BBZ) – Zeitung der nationalen Erneuerung. Die erste Ausgabe der BBZ erscheint Anfang 1993, zunächst noch mit dem Untertitel „Zeitung der Nationalen“. Von Beginn an diente die BBZ „als Mitteilungsblatt der Vereinigung DIE NATIONALEN (…) nur der Sache und keinerlei Partikularinteressen“. Zwar war die BBZ offiziell von der Wählergemeinschaft bzw. dem Verein Die Nationalen e. V. unabhängig, doch bestanden starke personelle Überschneidungen und diente die Zeitung inoffiziell als Parteizeitung. Neben der ausführlichen Würdigung der Parteiarbeit der „Nationalen“ wurde in der Zeitung für Veranstaltungen verbündeter rechtsextremer Organisationen wie der Berliner Kulturgemeinschaft Preußen und dem Hoffmann-von-Fallersleben-Bildungswerk geworben oder über diese berichtet.
Ab 1995 erschien die Zeitung alle sechs Wochen. Gleichzeitig wechselte das Projekt zu dem von Rudolf Kendzia geleiteten Verlag Vortrag-Buch-Reise (VBR-Verlag). Seit Herbst 1995 erschienen unregelmäßig und meist anlässlich der Landtagswahlkämpfe Tochterzeitungen der BBZ in anderen Bundesländern, darunter die Neue Thüringer Zeitung und die Süddeutsche Allgemeine Zeitung. Außerdem wurde mit der seit 1993 erscheinenden Zeitung Junges Franken eine Kooperation vereinbart. Die Ausgaben hatten einen gemeinsamen überregionalen Teil – im Schnitt sechs von zehn Seiten –, nur der regionale Teil war jeweils verschieden. Im März 1996 folgte die Mitteldeutsche Rundschau, von der ein Teil der Auflage für Sachsen, ein anderer Teil für Sachsen-Anhalt herausgegeben wird. In Westdeutschland erschien erstmals im April 1996 die Westdeutsche Volkszeitung, für die Rüdiger Kahsner verantwortlich zeichnete. Die sechs Zeitungen wurden in einem „Nationalen Medienverband“ zusammengeschlossen, der sich durch seine Nähe zur NPD auszeichnete. Wenig später fusionierten die BBZ und die übrigen Zeitungen mit dem NPD-Parteiorgan Deutsche Stimme und sie firmierten nun als deren Regionalausgaben.

## Herausgeber, Mitarbeiter und Autoren
Herausgeber der Zeitung waren zunächst Die Nationalen, vertreten durch ihren Vorsitzenden Frank Schwerdt. Leitender Redakteur wurde der Berliner Rechtsextremist Christian Wendt. Außerdem waren als Autoren und Korrespondenten für die BBZ unter anderem Steffen Hupka, einer der ehemals führenden Kader der NF und Herausgeber der Zeitung Umbruch als Korrespondent für Sachsen-Anhalt und Tino Brandt für Thüringen tätig.
In der Ausgabe Juli–August 1994 trat das Kommando F als „Redaktionsstab“ in die Zeitung ein. Mit diesem Redaktionsteil, der sich nach eigenem Bekunden aus „mitteldeutschen Jugendlichen“ zusammensetzte, „welche unterschiedlichen nationalen Jugendbewegungen angehören“, erschienen erstmals Artikel stark nationalrevolutionärer Färbung in der BBZ. Der Ton wurde offen antisemitisch und staatsfeindlich. Bei dem Kommando F handelte es sich vermutlich um eine Gruppe von ehemaligen Mitgliedern der im November 1992 verbotenen Nationalistischen Front (NF). In der folgenden Ausgabe vom September 1994 füllte der „Redaktionsstab“ fast die Hälfte der Seiten, doch wurde bereits im Dezember 1994 die Zusammenarbeit beendet und das Kommando aus dem Impressum genommen.
Mit der Ausgabe Nr. 15 vom Februar 1995 verbreiterte die BBZ ihre redaktionelle und organisatorische Grundlage. Zum einen wurde der Mitarbeiterkreis zunächst auf zehn und dann auf über zwanzig Personen vergrößert, zum anderen wurde Frank Schwerdt jetzt alleiniger Herausgeber. Die Partei Die Nationalen verschwand aus dem Impressum und der Untertitel wurde ergänzt zu Zeitung der Nationalen Erneuerung. Hinzu stießen mehrere Mitarbeiter des ehemaligen Aufbruchs, dem „Informationsblatt der Freiheitlichen Deutschen Arbeiterpartei für Mitteldeutschland“, d. h. die fünf neuen Länder im revisionistischen Sprachgebrauch. Zu nennen sind u. a. der ehemalige Bundesvorsitzende der FAP Friedhelm Busse, der Berliner Michael Dräger, der für den Aufbruch verantwortlich zeichnete, Erhard Kemper sowie Detlef Cholewa (nun Detlef Nolde), der Anführer der Kameradschaft Treptow.
Mit der Gründung der Tochterzeitungen erweiterte sich der Mitarbeiterstamm erneut. Die Mitarbeiter der Regionalausgaben traten entweder in die Redaktion ein oder wurden „Korrespondenten“. Im August 1996 trat auch die Redaktion der seit 1994 erscheinenden Zeitschrift Thule dem Mitarbeiterkreis bei und Thule wurde eingestellt. Diese wurde zuvor vom Thule-Orden herausgegeben, einem Kreis von Neofaschisten um Christian Malcoci und Jürgen Mosler.

## Einschätzungen
- „Die Berlin-Brandenburger Zeitung ist ein Forum, das im Kern nationalsozialistische, völkische und rassistische Positionen vertritt.“ (APABIZ).

- Das Landesamt für Verfassungsschutz Berlin bescheinigt dem als Herausgeber fungierenden Frank Schwerdt, dass ihm „unter den verschiedenen Vorhaben, eine eigene rechtsextremistische Publizistik aufzubauen (…) der erste Platz“ gebühren würde.

- Die Beiträge sind von einem „abgrundtiefen Haß auf Fremde und Asylbewerber“ gekennzeichnet, verbreiten eine „antisemitische Grundstimmung“ und wollen „den Nationalsozialismus verherrlichen“ (Richard Stöss von der Freien Universität Berlin).